# Un día perfecto
Un día perfecto (A Perfect Day en inglés) es una película española de 2015 dirigida por Fernando León de Aranoa, basada en la novela de Paula Farias Dejarse llover.

## Sinopsis
Un grupo de cooperantes de una ONG ficticia trabajan en una zona de conflicto armado. Mambrú (Del Toro) y sus ayudantes intentan sacar de un pozo un cadáver que alguien ha tirado dentro para contaminar el agua y dejar sin abastecimiento a la población local. Encontrar una cuerda con la que sacarlo se convierte en toda una odisea en plena guerra (supuestamente la Guerra de Bosnia), un microcosmos donde conviven combatientes, cascos azules, cooperantes, población local y demás.

## Reparto
- Tim Robbins: B
- Benicio del Toro: Mambrú
- Olga Kurylenko: Katya
- Mélanie Thierry: Sophie
- Fedja Stukan: Damir
- Eldar Residovic: Nikola
- Sergi López: Goyo

## Premios
| Premio                          | Categoría                      | Persona(s)                                                                                                 | Resultado |
| ------------------------------- | ------------------------------ | --- | --------- |
| Premios Goya 2016               | Mejor película                 | Reposado (Fernando León de Aranoa, Patricia de Muns), Mediaproducción, S.L.U.(Jaume Roures, Javier Méndez) | Nominada  |
| Premios Goya 2016               | Mejor dirección                | Fernando León de Aranoa                                                                                    | Nominado  |
| Premios Goya 2016               | Mejor actor de reparto         | Tim Robbins                                                                                                | Nominado  |
| Premios Goya 2016               | Mejor guion adaptado           | Fernando León de Aranoa                                                                                    | Ganador   |
| Premios Goya 2016               | Mejor dirección de producción  | Luis Fernández Lago                                                                                        | Nominado  |
| Premios Goya 2016               | Mejor dirección de fotografía  | Álex Catalán                                                                                               | Nominado  |
| Premios Goya 2016               | Mejor montaje                  | Nacho Ruiz Capillas                                                                                        | Nominado  |
| Premios Goya 2016               | Mejor diseño de vestuario      | Fernando García                                                                                            | Nominado  |
| Premios David di Donatello 2016 | Mejor film de la Unión Europea | | Nominado  |
| Premios Feroz 2016              | Mejor comedia                  | | Nominado  |
| Premios Feroz 2016              | Mejor director                 | Fernando León de Aranoa                                                                                    | Nominado  |
| Premios Feroz 2016              | Mejor guion                    | Fernando León de Aranoa                                                                                    | Nominado  |
| Premios Feroz 2016              | Mejor cartel                   | | Nominado  |

A Perfect Day fue seleccionada por la Quinzaine des réalisateurs del Festival de Cannes 2015.